# Skandinaviska Aero
För den danska flygplanstillverkaren med liknande namn se Skandinavisk Aero Industri

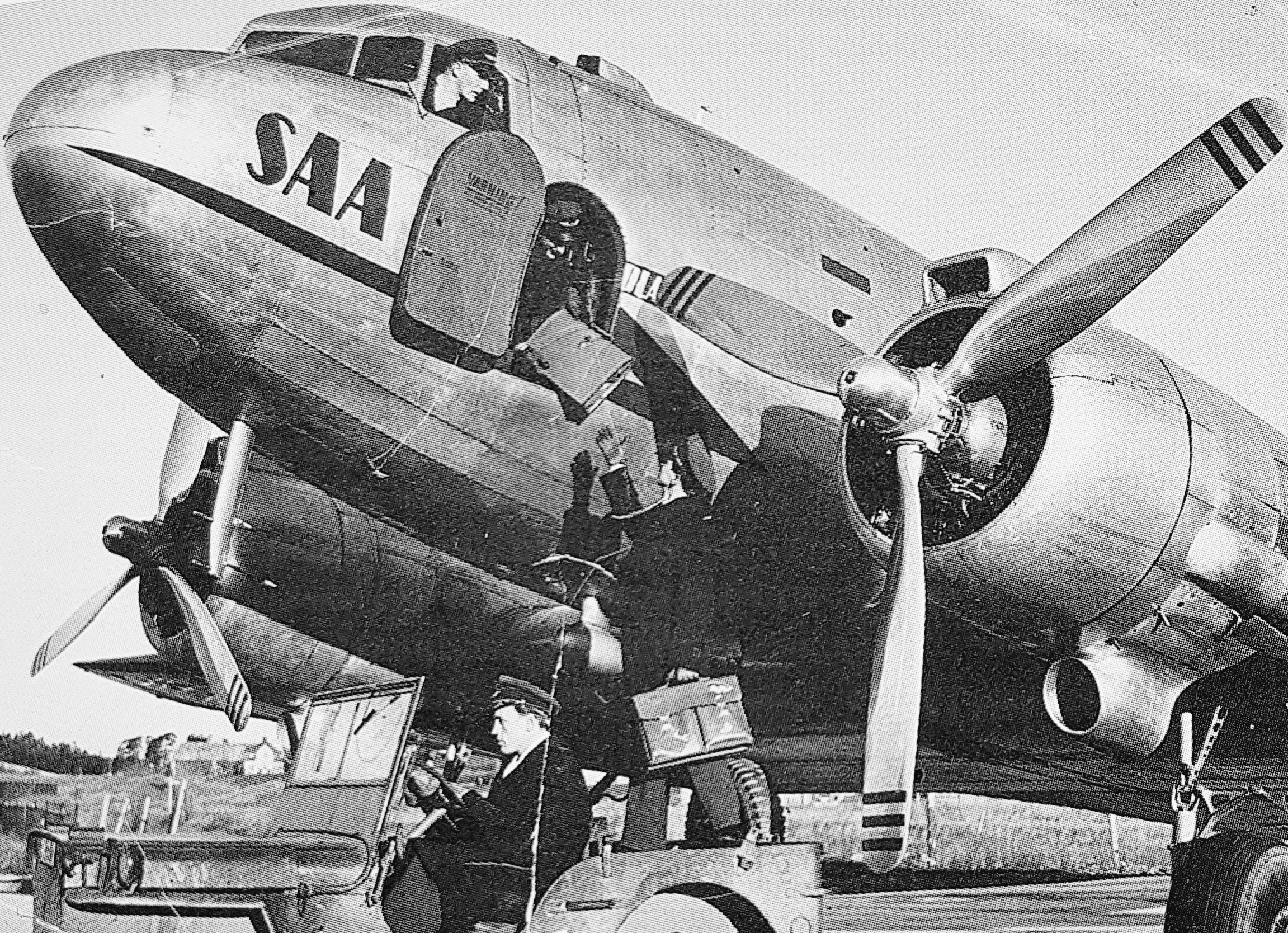
En av Skandinaviska Aero DC 3:or med Torvald Andersson på förarplatsen

Skandinaviska Aero AB (SAA), var ett flygföretag i Norrtälje grundat av Kurt Björkvall på Barkarby, företaget köptes upp av SILA 1947 med en tänkt sammanslagning under januari 1948 men blev istället en del av SAS 1948.
Företaget grundades som Björkvallaflyg i Barkarby 1931 för att bedriva rundtursflygning med betalande passagerare. För att finna ett lämpligt flygplan reste Björkvall till England under sommaren 1931 och köpte där en bättre begagnad Puss Moth. Transporten av flygplanet till Sverige löste han genom att slutet av augusti genomföra en flygning mellan Stockholm och London. Flygningen som tog nio timmar skedde via Paris och Bulltofta. Han blev på kort tid framgångsrik som rundflygare men då verksamheten minskade under hösten flyttade han över verksamheten till Åre där han flög vinterturister förutom rundflygningar utförde han taxi- och ambulansflyg samt samarbetade med fotografen Oscar Bladh vid dennes flygfotograferingar av industrier och gårdar. Björkvall insåg ganska snart att hans flygplan som bara kunde transportera två passagerare var för litet, han reste därför till USA 1934 för att där studera utbudet av lämpliga flygplan. Han lyckades hitta en obetydligt begagnad Waco C som transporterades  till Sverige via Svenska Amerikalinjen. En bra dag kunde han med det flygplanet utföra drygt 100 passagerarflygningar, detta ledde till att han utvecklade sitt företag genom att skaffa ytterligare flygplan och hyra in piloter som behövde flygtid för att kunna gå vidare i sina karriärer. Efter något år bestod företaget av flera stycken Waco, Aeroncan, Bücker Student, Stinson och den ursprungliga Mothen. 

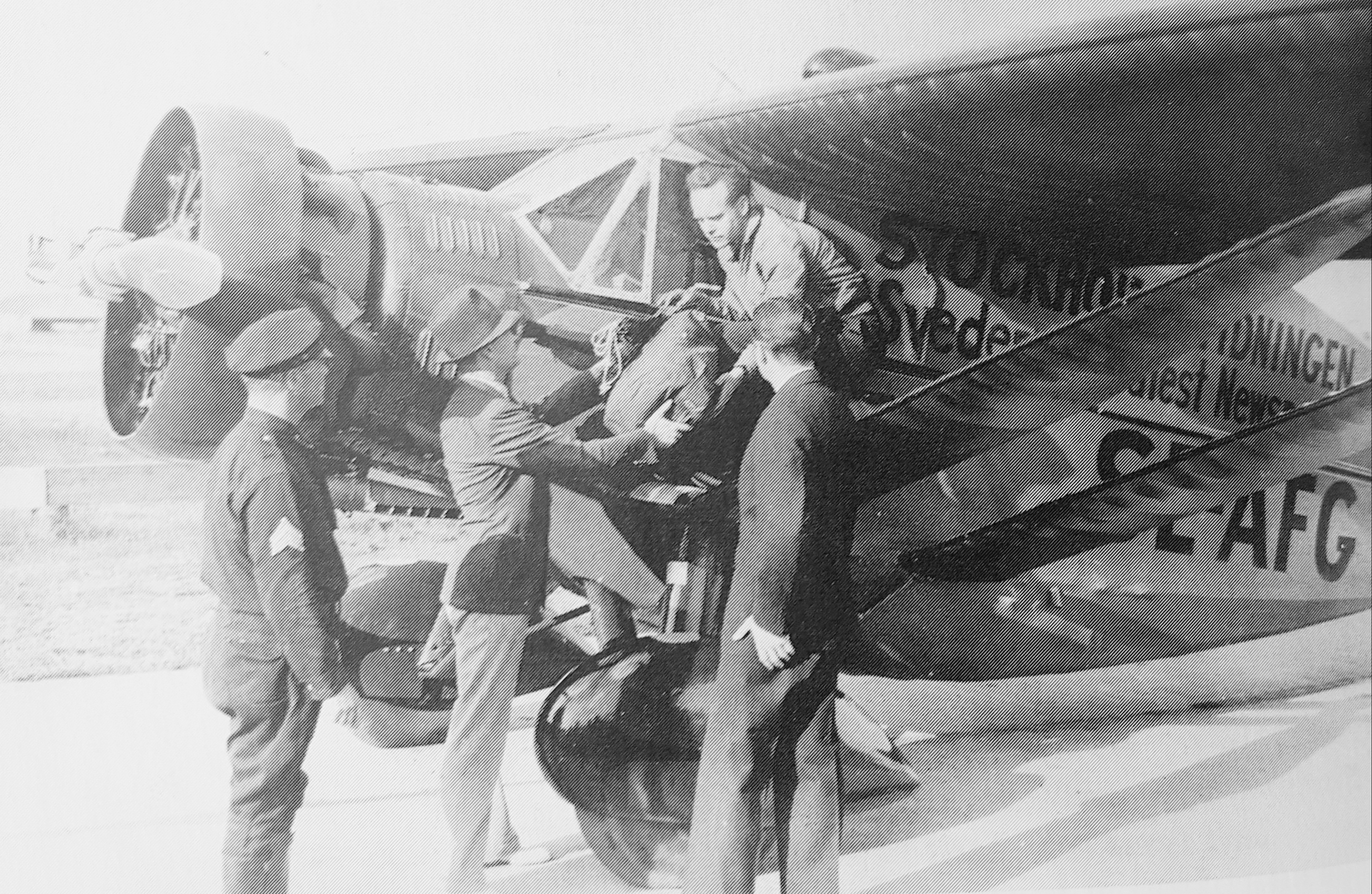
Kurt Björkvall vid starten för sin Atlantflygning.

Till företagets större uppdragsgivare hörde Stockholms-Tidningen som även var medfinansiär vid Björkvalls försök att flyga över Atlanten 1936 med en Bellanca CH-400 (SE-AFG). När andra världskriget bröt ut bildade han 27 november 1939 tillsammans med direktör Åke Forsmark, ingenjör Georg Malmström företaget AB Björkvallaflyg på Bromma, vars syfte var att utföra uppdragsflyg för Svenska Flygvapnet och en verkstad för flygplansunderhåll byggdes upp vid Norrtälje flygfält. Efter att Kurt Björkvall återvänt från finska vinterkriget 1 april 1940 blev han ordinarie pilot på bolagets Stinson-plan och förutom flygning för Svenska Flygvapnet flög han taxiflyg, bland annat flög han den norska krigsministern Hvoslef till Oslo i april 1940. Under ett flyguppdrag i Karlsborg 1940 omkommer Björkvall och hans mekaniker i samband med en explosion  i en hangar och ledningen av företaget övertas av hans kompanjoner. Under hösten 1940 köptes ytterligare en Moth och under 1941 inköptes en Percival Vega Gull. Samtidigt anställdes Georg Malmström som flygingenjör. Under 1941 flög bolaget 3525 timmar varav 136 timmar var nattflygning. I samband med en luftmålsflygning 5 september 1941 med piloten Torvald Andersson och flygplanet Percival Vega Gull (SE-AHR) besköts det av ett bestyckat tyskt lastfartyg där kaptenen såg att det svenska försvaret inte lyckades träffa flygplanet. Fartygskaptenen antog att flygplanet var en inkräktare och observerade inte att det bogserade ett luftmål. Som ersättning för det havererade flygplanet ersattes det med en Caudron Simoun (SE-ALI) av tyska staten. Från krigsutbrottet fram till 1944 flög Björkvallaflyg totalt 12700 timmar åt försvaret. Flygverksamheten de utför för Flygvapnet växer under krigsåren men de är medvetna om att freden kommer att minska flygvapnets behov av uppdragsflyg. Under Åke Forsmarks ledning undersöktes möjligheterna att utveckla företaget till ett trafikbolag med såväl inrikes- som utrikes flygtrafik. Under 1944 namnändras företaget till Skandinaviska Aero (SAA). 

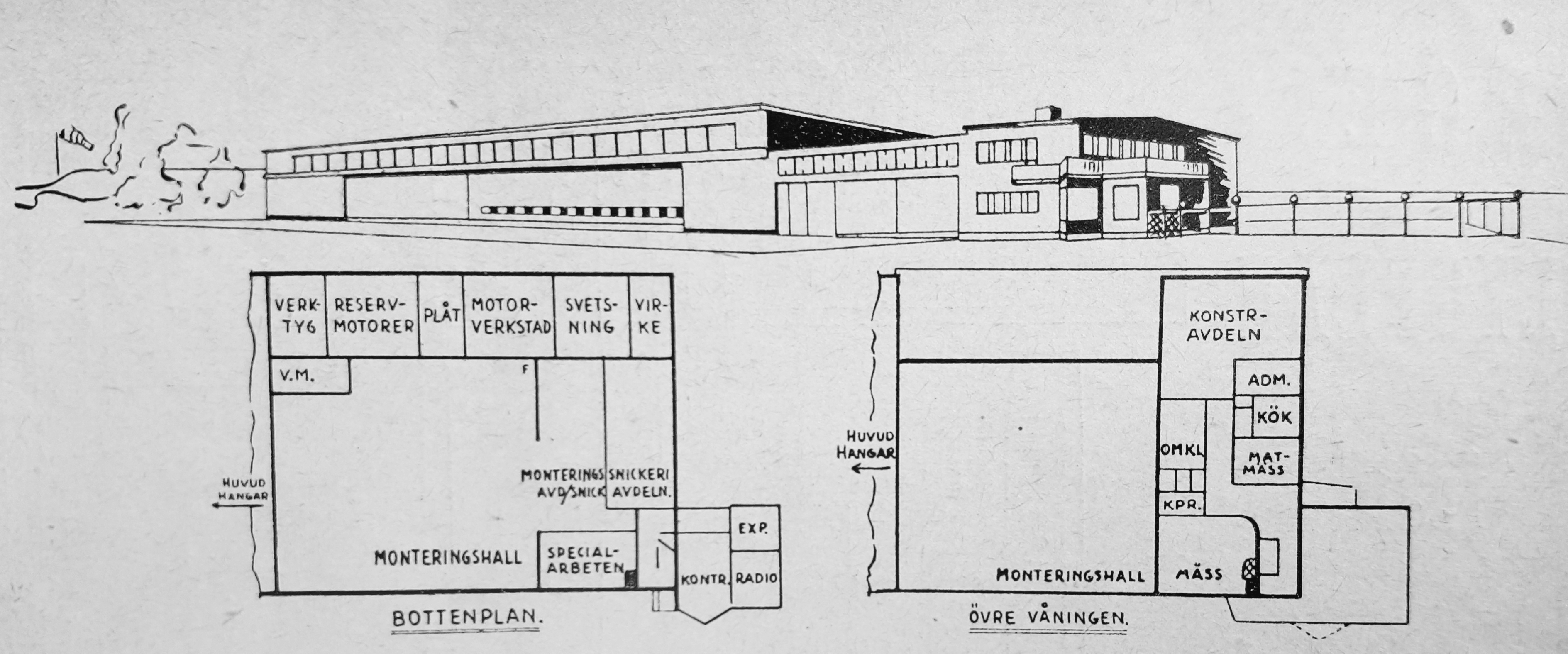
Skandinaviska Aero Nortälje uppförda 1942 ritad av Cyril Marcus.

Eftersom verkstad och övrig lokalexpansion inte kunde ske på Lindarängen eller Bromma beslöt man att Anders Diös efter Cyril Marcus ritningar skulle bygga nya lokaliteter vid Norrtälje flygfält. Till företaget knöts flera flygare och tekniker som i efterhand blivit kända inom olika områden bland annat anställdes flygaren och ingenjören Erik Bratt som teknisk ansvarig. Flygverksamheten ökade mer än vad ledningen räknat med och på kort tid var man mycket trångbodda i sin nybyggda lokaler. Under 1946 köps flera Noorduyn Norseman och Douglas DC-3 från USAF överskottslager och med dessa utför man passagerarflygningar till bland annat Bretagne, Corsica och Nice. Under 1946 diskuterades även ett samgående mellan Skandinaviska Aero och Svenska Lloyd i Göteborg där SAA skulle komplettera företagets båtlinje mellan London och Göteborg med en flyglinje samt erbjuda flygtransporter för rederiets passagerare. Man blev även det första Svenska flygbolag som specialiserade sig på flygfrakt bland annat flög man svensk fisk till södra Europa.

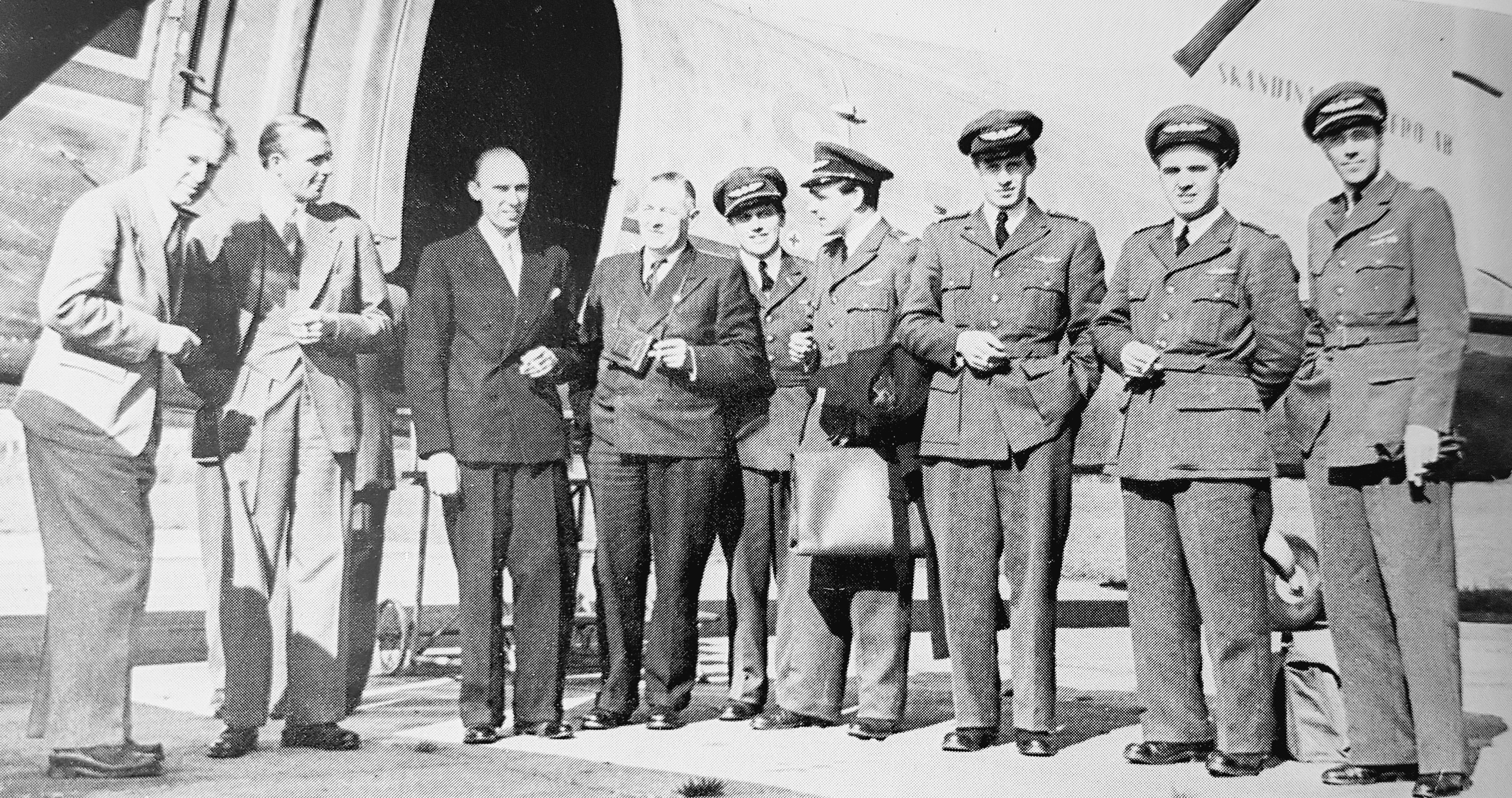
Ett av SAA:s flygplan i efter landning i Basel med flygfrakt 1946, tredje man från vänster är Åke Forsmark och längst till vänster står SAA:s chefspilot Ulf Christiernsson.

Man räknar med att under de få år företaget bedrev reguljära passagerarflygningar befordrades 200000 passagerare samt under vintern då passagerartrafiken låg nere omkring 300 ton gods. Mellan 1947 och 1948 utgav man tidskriften Flygexpressen. När företaget upphörde med sin verksamhet var 160 personer anställda vid företagets anläggningar i Norrtälje och 20 personer på huvudkontoret i Stockholm. 

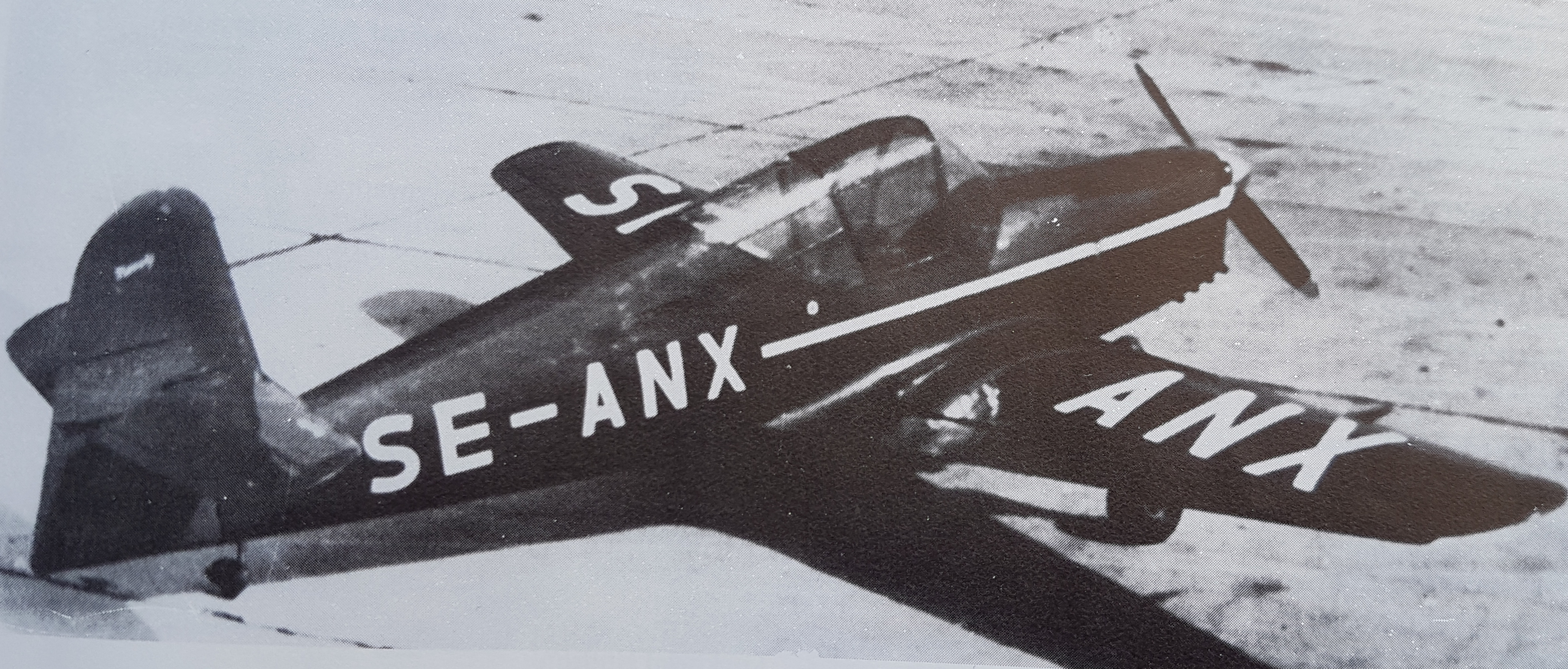
BHT-1 konstruerat av Erik Bratt, Karl-Erik Hilfing och Björn Törnblom.

Mest känt i vår tid har företaget blivit för att det konstruerade och byggde ett helsvenskt ensitsigt lågvingat flygplan med typbeteckningen BHT-1 med tilläggsnamnet Beauty, ty många tyckte att det var ett vackert flygplan. En av konstruktörerna var Erik Bratt som blev överingenjör vid SAAB i Linköping och ansvarig för konstruktionen av Saab 35 Draken. Ett av företagets avställda DC-3:or användes under flera år som kaffeservering i Norrtälje. Ytterligare ett känt flygplan är förknippat med företaget det var Skandinaviska Aero som var första civila operatör av den DC-3 som blev upphovet till Catalinaaffären.

## Flygande personal vid Björkvallaflyg/Skandinaviska Aero
- Anders Werner Nordwaeger
- Rickard Köhnke
- Bertil Krokstedt
- Rudolf Bryant-Meiner
- Torvald Andersson
- Per Gibson
- Torvald Lindén
- Nils Thüring
- Birgit Thüring
- Ulf Christiernsson
- Torgil Rosenberg